# Salomon Rothschild

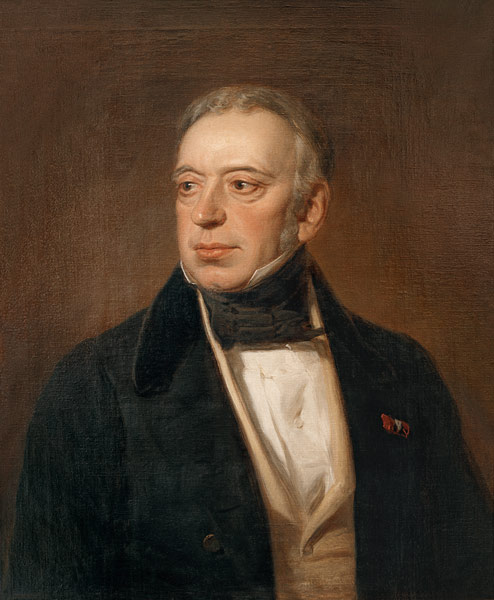
Salomon Mayer Freiherr von Rothschild

Salomon Mayer Freiherr von Rothschild (* 9. September 1774 in Frankfurt am Main; † 28. Juli 1855 in Paris) war ein österreichischer Unternehmer und Bankier. Als zweiter Sohn des Dynastiegründers Mayer Amschel Rothschild und seiner Ehefrau Gutle Schnapper (1753–1849) wurde Salomon zum eigentlichen Begründer des österreichischen Zweigs der Rothschild-Familie.

## Leben und Wirken

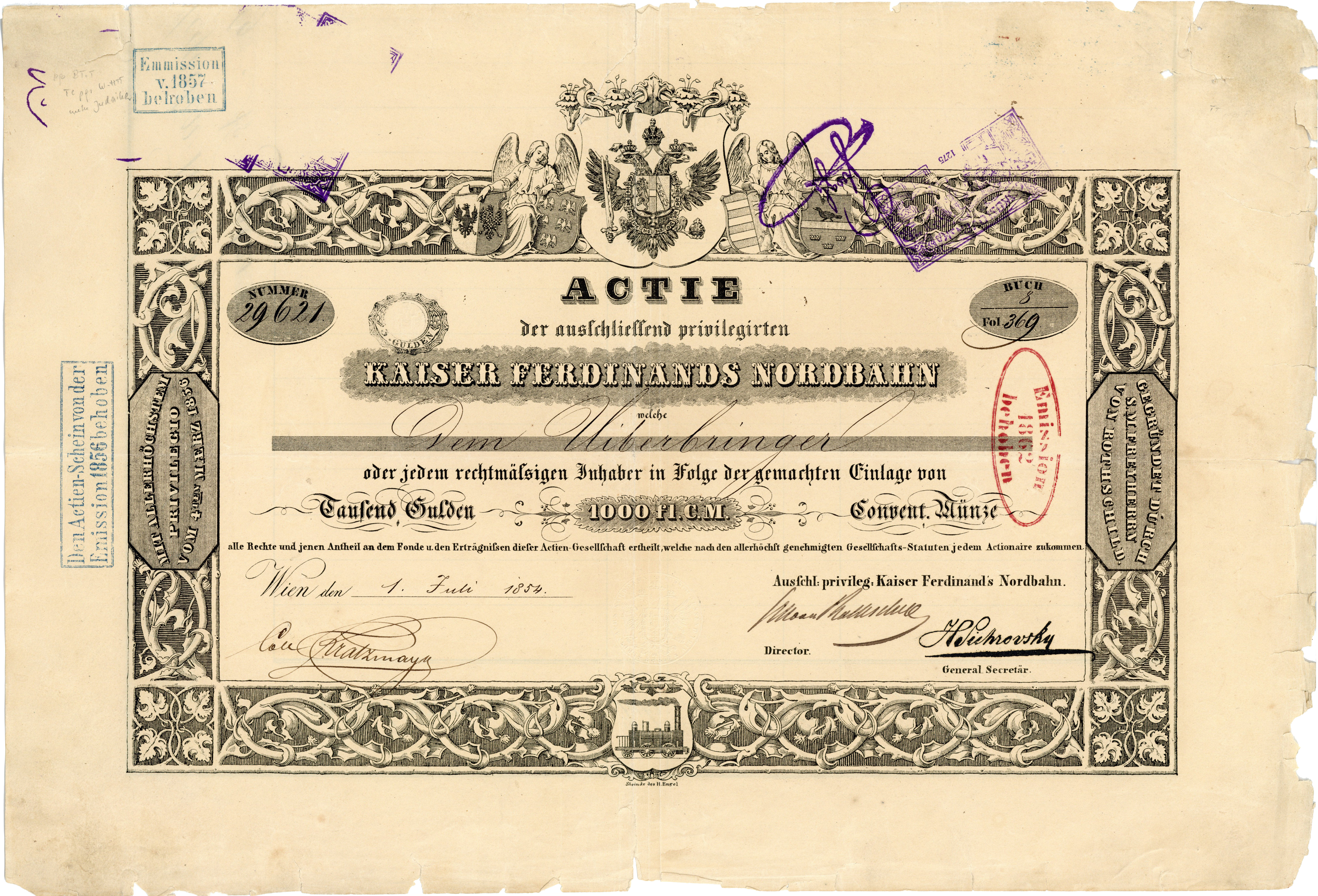
Aktie der Kaiser Ferdinands Nordbahn über 1.000 Gulden, ausgegeben in Wien am 1. Juli 1854, im Original unterschrieben von Salomon Mayer Freiherr von Rothschild als Direktor

Salomon Rothschild eröffnete 1821 die Privatbank S. M. v. Rothschild in Wien. Aus der Privatbank entwickelte sich 1855 unter seinem Sohn Anselm Salomon von Rothschild die Creditanstalt. Im Laufe der Zeit wurde er zum führenden Financier des Habsburgerreiches, dem er insgesamt 200 Millionen Gulden an Kredit zuführte. Staatskanzler Fürst Metternich und das Haus Habsburg waren ihm dadurch verpflichtet. Rothschild, der zunächst im Hotel Zum römischen Kaiser residierte, da er als Jude nur mit einer Ausnahmegenehmigung ein Haus erwerben durfte, wurde letztlich zu einem der größten Grundbesitzer der Donaumonarchie. Rothschild spielte auch eine bedeutende Rolle in der Industrialisierung. Er erhielt 1835 die Konzession zum Bau der Kaiser-Ferdinands-Nordbahn, baute in diesem Zusammenhang (um nicht von britischen Schienenlieferungen abhängig zu sein) die Witkowitzer Eisenwerke aus, organisierte ein europäisches Monopol für Quecksilber und verhinderte durch ein Darlehen von 500.000 Gulden im Jahr 1839 den Zusammenbruch des Österreichischen Lloyds, an dem er sich bereits bei seiner Gründung mit einer nennenswerten Aktienübernahme beteiligt hatte. Im Oktober des Revolutionsjahres 1848 flüchtete Rothschild nach Frankreich. Zwar kehrte er 1849 kurz nach Wien zurück, lebte aber zuletzt vornehmlich bei seiner Tochter Betty in Paris und deren Ehemann James de Rothschild, seinem Bruder.

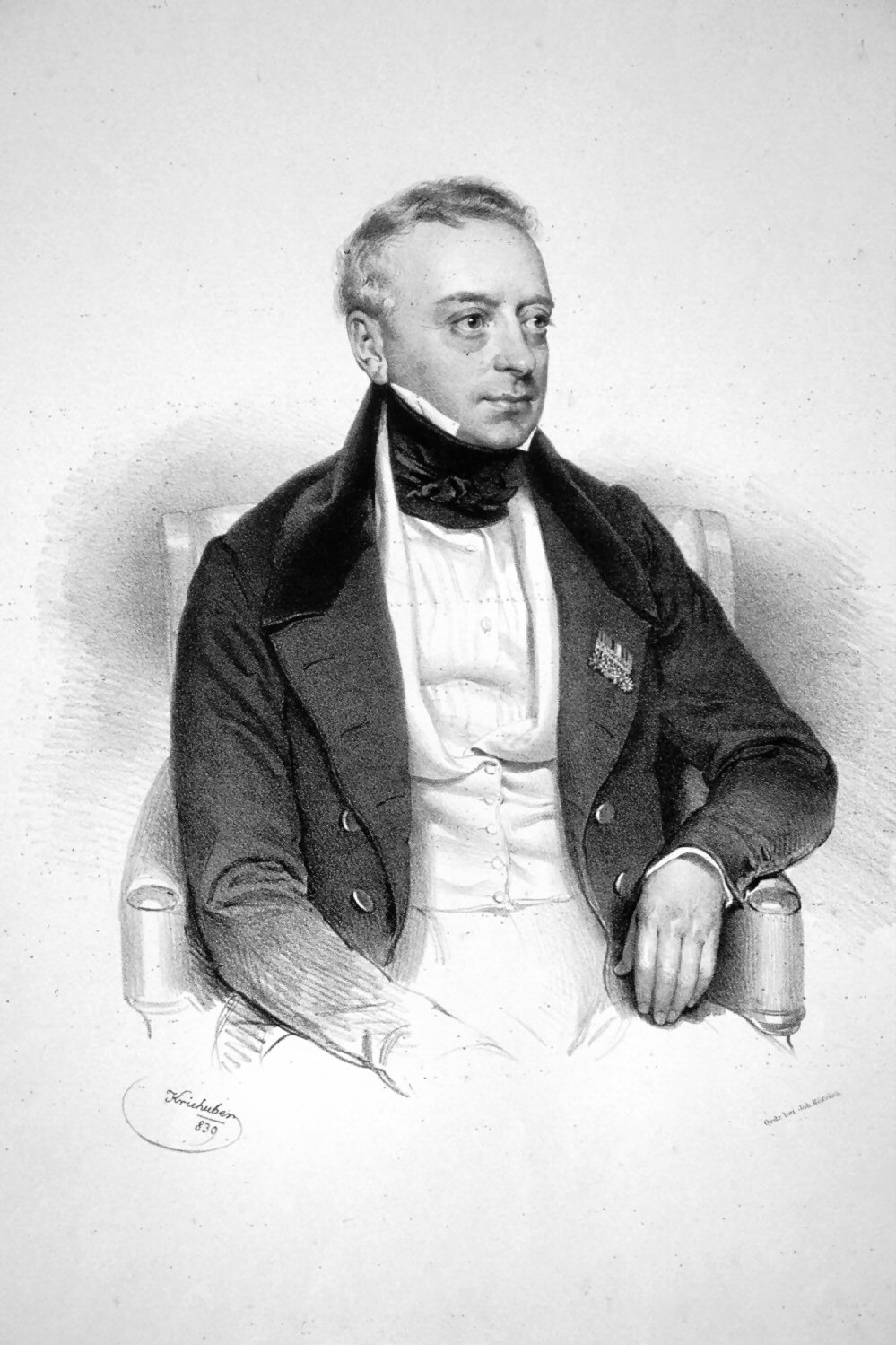
Salomon Mayer von Rothschild, Lithographie von Josef Kriehuber, 1839

## Familie
Salomon Rothschild heiratete im Jahr 1800 Caroline Stern (1782–1854), Tochter des Weinhändlers Samuel Hayum Stern (1760–1819) und Schwester von Jacob Samuel Heyum Stern (1780–1833), der später das Bankhaus Jacob S.H. Stern in Frankfurt am Main begründete.
Die Eheleute hatten zwei gemeinsame Kinder:
- Der Sohn Anselm Salomon von Rothschild (1803–1874) heiratete Charlotte von Rothschild (1807–1859). Sie war die erste Tochter des in London residierenden Bankiers Nathan Mayer Rothschild (1777–1836). Dieses Ehepaar hatte acht Kinder.
- Die Tochter Betty de Rothschild (1805–1886) heiratete 1824 den in Paris residierenden Bankier James de Rothschild, den jüngeren Bruder Salomons. Diese Ehe brachte fünf Kinder hervor.

## Ende des Bankhauses Rothschild in Österreich
Die aus seinem Bankhaus erwachsene Creditanstalt (CA) galt bis zum Jahre 1931 als Rothschild-Bank. Dann musste im Gefolge der CA-Krise der Staat die Mehrheit übernehmen. Die Rolle des Hauses Rothschild in der CA endete mit dem „Anschluss“ Österreichs an das Deutsche Reich 1938.
Der Historiker Roman Sandgruber schrieb: „Die österreichische Linie der Familie nimmt eine besondere Stellung ein. Es ist die Geschichte eines märchenhaften Aufstiegs … zum größten Bankhaus der Habsburgermonarchie und die eines tragischen Niedergangs in den wirtschaftlichen Wirren der Zwischenkriegszeit und in der Beraubung durch die Nationalsozialisten.“

## Ehrung
Im Jahr 2016 wurde auf dem Nordbahnhofgelände in Wien-Leopoldstadt Ecke Bruno-Marek-Allee und Jakov-Lind-Straße der Rothschildplatz nach der Familie Rothschild, insbesondere nach Salomon Rothschild, benannt. Er war in den 1830er-Jahren Hauptfinanzier der Kaiser-Ferdinands-Nordbahn.